# Драфт НБА 1966
Драфт НБА 1966 року відбувся 11 і 12 травня. 10 команд Національної баскетбольної асоціації (НБА) по черзі вибирали найкращих випускників коледжів. Гравець, який завершував четвертий рік у коледжі отримував право на участь у драфті. Перші два права вибору належали командам, які посіли останні місця у своїх конференціях, а їхній порядок визначало підкидання монети. Нью-Йорк Нікс виграли підкидання монети і отримали перший загальний драфт-пік, а Детройт Пістонс - другий. На цьому драфті вперше використовувався метод підкидання монети, який замінив правило територіального вибору. Решту драфт-піків першого а також інших раундів команди дістали у зворотньому порядку до їхнього співвідношення перемог до поразок у сезоні 1965–1966. Команда розширення, Чикаго Буллз, вперше взяла участь у драфті й отримала право на останній вибір у кожному раунді. Драфт складався з 19-ти раундів, на яких вибирали 112 гравців.
Починаючи з 1966 року вже не проводився територіальний вибір, дозволений у попередні роки (т.зв. ера "загального драфту").

## Нотатки щодо виборів на драфті і кар'єр деяких гравців
Нью-Йорк Нікс під загальним першим номером вибрав Каззі Расселла з Мічиганського університету. Детройт Пістонс під другим загальним номером вибрав Дейва Бінга з Сірак'юського університету, який у свій дебютний сезон виграв звання новачка року. Його обрали до списку 50 найвизначніших гравців в історії НБА, оголошеного 1996 року до 50-річчя ліги, а також ввели в залу слави. Його тричі обирали до складу Збірної всіх зірок і сім разів на Матч всіх зірок. Після завершення кар'єри гравця він став політиком і після перемоги на виборах 2009 обійняв посаду мера Детройта.
Расселл став чемпіоном НБА в складі Нью-Йорк Нікс у сезоні 1969–1970. Його згодом обрали на Матч усіх зірок 1972. 4-й номер Лу Гадсон і 37-й номер Арчі Кларк також потрапляли і до складу Збірної всіх зірок і на Матч всіх зірок. Гадсон взяв участь у шести Матчах всіх зірок і один раз був у Збірній всіх зірок, а Кларк - у двох Матчах всіх зірок і одній Збірній всіх зірок. Три інших гравці з цього драфту, 3-й вибір Клайд Лі, 5-й вибір Джек Марін і 27-й драфт-пік Джон Блок також взяли участь принаймні в одному Матчі всіх зірок. 9-й номер вибору Метт Гуокас став чемпіоном НБА в складі Філадельфія Севенті-Сіксерс у свій перший сезон. Він і його батько, Метт Гуокас (старший), стали першими батьком і сином, які виграли чемпіонство НБА. Метт Гуокас (старший) зробив це в складі Філадельфія Ворріорз у сезоні 1946–1947.

## Драфт

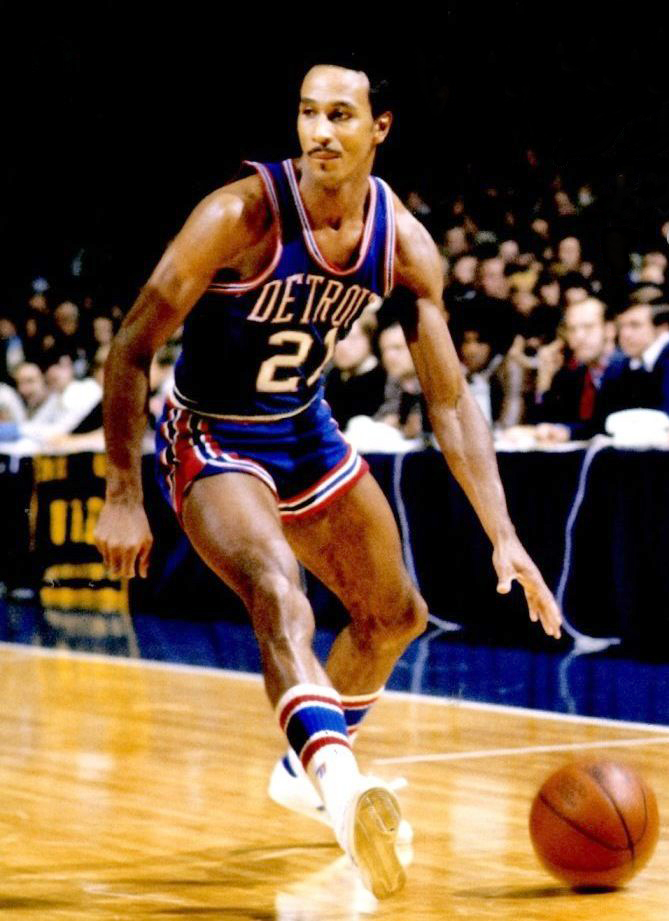
Детройт Пістонс вибрали Дейва Бінга під другим загальним номером.

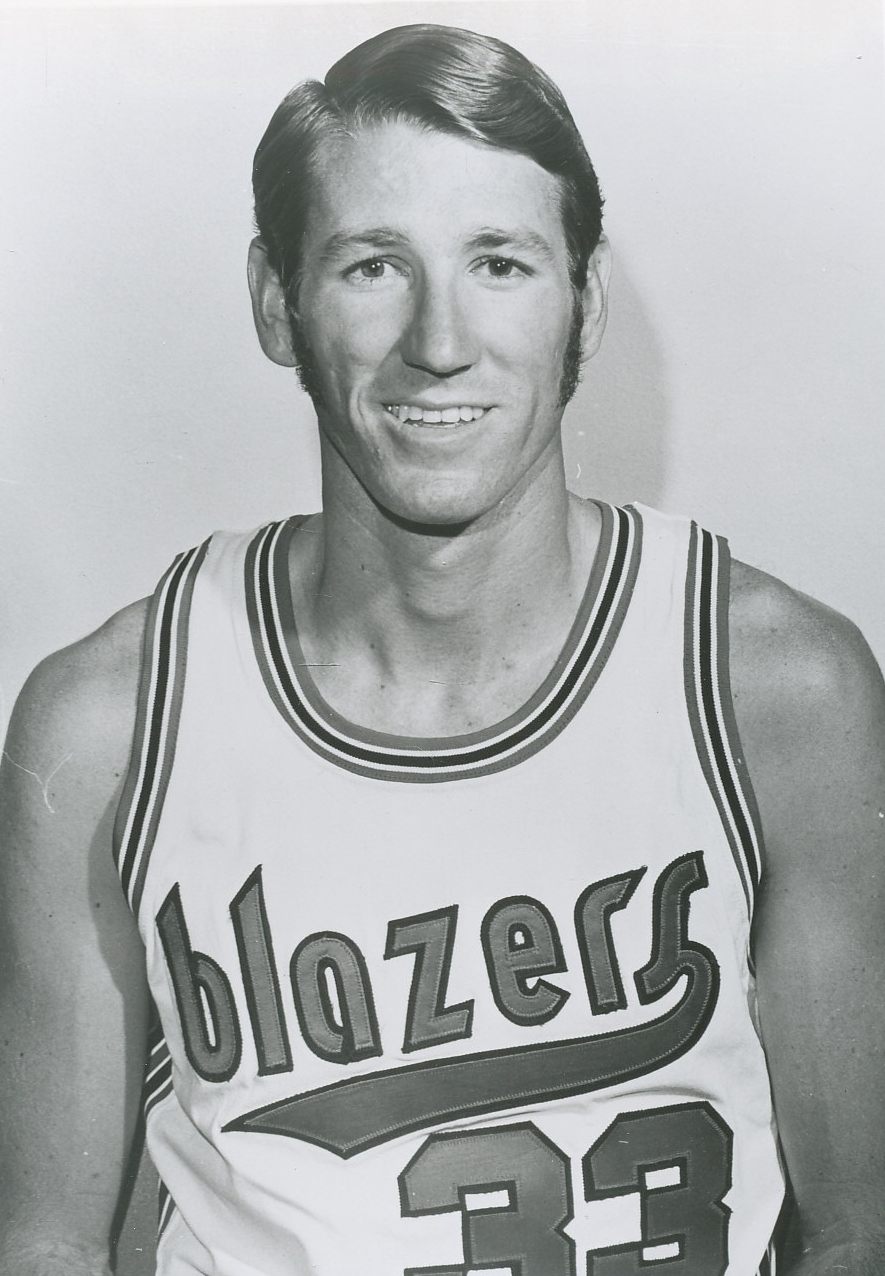
Бостон Селтікс вибрав Джима Барнетта під восьмим загальним номером.

| Поз.    | G        | F       | C         |
| Позиція | Захисник | Форвард | Центровий |

| ^ | Позначає гравців, обраних у Баскетбольну залу слави Нейсміта                                                        |
| * | Позначає гравців, які взяли участь принаймні в одній грі матчу всіх зірок НБА і потрапили до Збірної всіх зірок НБА |
| + | Позначає гравців, які взяли участь принаймні в одній грі матчу всіх зірок НБА                                       |
| # | Позначає гравців, які жодного разу не грали в регулярному сезоні НБА або плей-оф                                    |

| Раунд | Вибір | Гравець          | Поз. | Громадянство | Команда НБА                 | Коледж/Клуб   |
| ----- | ----- | ---------------- | ---- | ------------ | --------------------------- | ------------- |
| 1     | 1     | Каззі Расселл+   | G/F  | США          | Нью-Йорк Нікс               | Мічиган       |
| 1     | 2     | Дейв Бінг^       | G    | США          | Детройт Пістонс             | Сірак'юс      |
| 1     | 3     | Клайд Лі+        | F/C  | США          | Сан-Франциско Ворріорз      | Вандербілт    |
| 1     | 4     | Лу Гадсон*       | G/F  | США          | Сент-Луїс Гокс              | Міннесота     |
| 1     | 5     | Джек Марін+      | G/F  | США          | Балтимор Буллетс            | Дьюк          |
| 1     | 6     | Волт Веслі       | C    | США          | Цинциннаті Роялз            | Канзас        |
| 1     | 7     | Джеррі Чемберс   | F    | США          | Лос-Анджелес Лейкерс        | Юта           |
| 1     | 8     | Джим Барнетт     | G/F  | США          | Бостон Селтікс              | Орегон        |
| 1     | 9     | Метт Гуокас      | G/F  | США          | Філадельфія Севенті-Сіксерс | Сейнт Джозефс |
| 1     | 10    | Дейв Скеллгейз   | G    | США          | Чикаго Буллз                | Пердью        |
| 2     | 11    | Генрі Акін       | F/C  | США          | Нью-Йорк Нікс               | Моргід Стейт  |
| 2     | 12    | Дорі Маррей      | F/C  | США          | Детройт Пістонс             | Детройт       |
| 2     | 13    | Джо Елліс        | G/F  | США          | Сан-Франциско Ворріорз      | Сан-Франциско |
| 2     | 14    | Дік Снайдер      | G/F  | США          | Сент-Луїс Гокс              | Девідсон      |
| 2     | 15    | Ніл Джонсон      | F/C  | США          | Балтимор Буллетс            | Крейгтон      |
| 2     | 16    | Джеррі Лі Веллс# | G    | США          | Цинциннаті Роялз            | Оклахома Сіті |
| 2     | 17    | Генк Фінкель     | C    | США          | Лос-Анджелес Лейкерс        | Дейтон        |
| 2     | 18    | Ліон Кларк#      | F    | США          | Бостон Селтікс              | Вайомінг      |
| 2     | 19    | Білл Мелкіонні   | G    | США          | Філадельфія Севенті-Сіксерс | Вілланова     |
| 2     | 20    | Ервін Мюллер     | F/C  | США          | Чикаго Буллз                | Сан-Франциско |

## Інші вибори
Цих гравців на драфті НБА 1985 вибрали після другого раунду, але вони зіграли в НБА принаймні одну гру.
| Раунд | Вибір | Гравець       | Поз. | Громадянство | Команда НБА                 | Коледж/Клуб        |
| ----- | ----- | ------------- | ---- | ------------ | --------------------------- | ------------------ |
| 3     | 24    | Томмі Крон    | G    | США          | Сент-Луїс Гокс              | Кентуккі           |
| 3     | 26    | Джим Вейр     | F    | США          | Цинциннаті Роялз            | Оклахома Сіті      |
| 3     | 27    | Джон Блок+    | F/C  | США          | Лос-Анджелес Лейкерс        | УПК                |
| 3     | 29    | Донні Фрімен  | G    | США          | Філадельфія Севенті-Сіксерс | Іллінойс           |
| 4     | 37    | Арчі Кларк*   | G    | США          | Лос-Анджелес Лейкерс        | Міннесота          |
| 4     | 38    | Джонні Остін  | G    | США          | Бостон Селтікс              | Бостонський коледж |
| 4     | 39    | Кен Вілберн   | F    | США          | Філадельфія Севенті-Сіксерс | Сентрал Стейт      |
| 8     | 69    | Майк Сілліман | F    | США          | Нью-Йорк Нікс               | Армі               |
| 8     | 73    | Роланд Вест   | G    | США          | Балтимор Буллетс            | Цинциннаті         |
| 8     | 75    | Джон Ветцел   | G/F  | США          | Лос-Анджелес Лейкерс        | Вірджинія Тек      |
| 9     | 78    | Білл Тернер   | F    | США          | Нью-Йорк Нікс               | Акрон              |
| 10    | 88    | Фредді Льюїс  | G    | США          | Цинциннаті Роялз            | Аризона Стейт      |
| 11    | 94    | Стен Маккензі | G/F  | США          | Балтимор Буллетс            | НЙУ                |
| 12    | 98    | Дейв Дойч     | G    | США          | Нью-Йорк Нікс               | Рочестер           |
| 15    | 106   | Пол Лонг      | G    | США          | Сент-Луїс Гокс              | Вейк Форест        |